# Košna u snežet
Košna u snežet je dogodek, ki ga je dne 12. avgusta 2018 ob 15.00 uri organiziralo Društvo podeželske mladine Škofja Loka (DPM ŠK Loka) z namenom postavitve svojevrstnega dogodka za vpis v Guinnessovo knjigo rekordov: rekorda v največjem številu koscev, ki kosijo z ročno koso, na enem mestu. Da bi bil rekord veljaven, so morali kosci kositi svojo v naprej določeno parcelo dve minuti in ne več kot 15 minut.
Košnja je potekala v smučarskem centru Cerkno.

## Udeleženci
Dogodka se je udeležilo 570 koscev in kosic iz vse Slovenije. Nekaj udeležencev je prišlo tudi iz Južne Afrike, Združenega kraljestva in Poljske. Najmlajši udeleženec je štel 16 let, najstarejši udeleženec pa 88 let. Dogodka se je aktivno udeležil tudi predsednik RS Borut Pahor.

## Galerija
- Vstopnica za košnjo. Parcela št. 80.
- KOŠNJA U SNEŽET, Cerkno 2018. Kosec.
- KOŠNJA U SNEŽET, Cerkno 2018. Stojalo za kose.
- Predsednik društva Društvo podeželske mladine Škofja Loka Klemen Mezeg in predsednik republike Borut PAHOR.
- Kosa je pripravljena.
- KOŠNJA U SNEŽET, Cerkno 2018. Kosci so pripravljeni.